# 寺岡謹平
寺岡 謹平（てらおか きんぺい、1891年3月13日 - 1984年5月2日）は、日本の海軍軍人。最終階級は海軍中将。

## 経歴

### 生い立ち
1891年（明治24年）3月13日、山形県東田川郡羽黒町手向（現・鶴岡市）で小学校長・寺岡義秀の二男として生れる。新庄中学校を経て、1912年（明治45年）7月に海軍兵学校（40期）を卒業、少尉候補生となる。

### 海軍士官としてのキャリア
1913年（大正2年）12月、海軍少尉任官。1915年（大正4年）12月、中尉に昇進。1918年12月、大尉に昇進。1919年（大正8年）12月、海軍水雷学校高等科を卒業し、第二艇隊艇長に就任。1920年（大正9年）8月、檜 (桃型駆逐艦)に乗組。1921年（大正10年）6月、菱 (樅型駆逐艦)に乗組。1922年（大正11年）5月、海軍兵学校教官に就任。
1924年（大正13年）12月、少佐に昇進。1926年（大正15年）11月、海軍大学校（甲種24期）を卒業。同年12月、「日向」水雷長に就任。1927年（昭和2年）11月、軍令部第2班第3課部員に就任。1929年（昭和4年）11月、中佐に昇進。1930年（昭和5年）11月、第3戦隊参謀に就任。1931年（昭和6年）7月、皇族（高松宮）付武官に就任。
1933年（昭和8年）11月1日、横須賀海軍航空隊教官に就任。11月15日、大佐に昇進。1934年（昭和9年）10月、中華民国海軍大学教官に就任。1937年12月、「蒼龍」艦長に就任。1938年（昭和13年）11月、「赤城」艦長に就任。

### 将官として
1939年（昭和14年）11月、海軍少将に昇進。同年12月、第3連合航空隊司令官に就任。1940年（昭和15年）11月、海軍兵学校教頭に就任。
1941年（昭和16年）3月、南京政府（汪兆銘政権）軍事顧問（支那方面艦隊司令部付）に就任。12月、太平洋戦争勃発。1943年（昭和18年）11月、海軍中将に昇進。1944年（昭和19年）2月、練習連合航空総隊司令官に就任。
同年8月7日、次期作戦に備えてフィリピンで緊急再建、マリアナ方面への奇襲続行の任務を負う第一航空艦隊長官角田覚治中将がテニアン島で消息不明になり、寺岡が一航艦長官に親補され、8月12日に着任して指揮を継承した。
同年9月、ダバオで空襲を受けた後、ダバオ誤報事件が起こった。見張所から「敵水陸両用戦車に百隻陸岸に向かう」という報告に根拠地隊司令部が「ダバオに敵上陸」と報じ一航艦司令部は混乱して玉砕戦に備えて設備を破壊し重要書類を焼却したが、誤報であった。その後セブ島に集結した部隊が敵航空隊に奇襲されるセブ事件もあり、1944年9月1日に250機あった零戦が12日には99機まで減少した。この責を問われて更迭が決まり、1944年10月19日にフィリピンに到着した後任の大西瀧治郎中将と会ったが、大西は「基地航空部隊は当面の任務は敵空母甲板の撃破とし発着艦能力を奪い水上部隊を突入させる。普通の戦法では間に合わない。心を鬼にする必要がある。必死志願者はあらかじめ姓名を大本営に報告し心構えを厳粛にし落ち着かせる必要がある。司令を介さず若鷲に呼び掛けるか、いや司令を通じた方が後々のためによかろう。まず戦闘機隊勇士で編成すれば他の隊も自然にこれに続くだろう、水上部隊もその気持ちになるだろう、海軍全体がこの意気で行けば陸軍も続いてくるだろう」と語り、必死必中の体当たり戦法しか国を救う方法はないと結論して同意を求め、寺岡は特攻隊編成を大西に一任した。
同年11月11日、第3航空艦隊司令長官に就任。特攻作戦を指揮する。1945年(昭和20年)8月15日の午前にも特攻出撃を命じ戦死者を出した。寺岡は既に終戦の動きを知っていたとされ、生き残りの隊員からは宇垣纏が戦死、大西瀧治郎が自決したのに対し、｢私も後から行く｣と述べながら生き残った寺岡に｢約束を守る気なんかなかったんだろう｣という批判もある。
1945年（昭和20年）8月15日、玉音放送により実質的に終戦。終戦時には厚木航空隊の騒乱（厚木航空隊事件）を鎮めるため現地へ赴き、司令官の小園安名大佐らに｢私を斬れ｣と述べ説得するが、成功しなかった。なおこの厚木航空隊はマニラに向かう停戦予備交渉団の乗機をつけ狙っていたため、寺岡らの機転により、厚木航空隊の哨戒ルートを回避して出発、無事に到着した。寺岡は武力鎮圧阻止のため奔走し、20日には厚木に第三航空艦隊司令部を形式上置く。そして翌21日に小園を麻酔で気絶させて拘束、無血鎮圧に成功して厚木航空隊を解散させた。軍法会議にかけられて階級を剥奪された小園は、寺岡が米内光政海相に自分を讒言した、と終生恨んでいた。9月、予備役に編入された。
1947年（昭和22年）11月28日、公職追放仮指定を受けた。
戦後、羽黒町名誉町民（現・鶴岡市名誉市民）となる。水交社の海軍反省会にも参加した。

## 栄典
位階
- 1914年（大正3年）1月30日 - 正八位[8]
- 1916年（大正5年）1月21日 - 従七位[9]
- 1919年（大正8年）1月10日 - 正七位[10]
- 1924年（大正13年）4月15日 - 従六位[11]
- 1929年（昭和4年）6月1日 - 正六位[12]
- 1933年（昭和8年）12月15日 - 従五位[13]
- 1939年（昭和14年）1月16日 - 正五位[14]

勲章等
- 1915年（大正4年）11月7日 - 勲六等瑞宝章・大正三四年従軍記章[15]
- 1919年（大正8年）3月20日 - 勲五等瑞宝章[16]
- 1926年（大正15年）3月27日 - 勲四等瑞宝章[17]
- 1934年（昭和9年）1月9日 - 勲三等瑞宝章[18]
- 1936年（昭和11年）7月10日 - 旭日中綬章・昭和六年乃至九年事変従軍記章[19]
- 1940年（昭和15年）
  - 8月16日 - 勲二等瑞宝章[20]
  - 11月10日 - 紀元二千六百年祝典記念章[21]

外国勲章佩用允許
- 1943年（昭和18年）
  - 9月16日 - 中華民国：一級同光勲章[22]
  - 9月16日 - 満州帝国：勲二位柱国章[23]
- 1944年（昭和19年）3月13日 - 中華民国：特級同光勲章[24]

## 親族
- 妻 寺岡富士 福原鐐二郎学習院院長の娘
- 長男 寺岡恭平（海軍大尉）
- 叔父 寺岡平吾（海軍少将）